# Métropole des Côtes de la Méditerranée
La métropole des Côtes de la Méditerranée est une des dix anciennes métropoles ou arrondissements métropolitains de l'Église constitutionnelle en France.
Créée par la constitution civile du clergé en 1790, elle comprenait les neuf diocèses des départements des Bouches-du-Rhône, de la Corse, du Var, des Basses-Alpes, des Hautes-Alpes, de la Drôme, de la Lozère, du Gard et de l'Hérault ainsi celui de Vaucluse après 1793.
Elle fut supprimée à la suite du concordat de 1801.

## Liste des évêques constitutionnels
- Charles Benoît Roux, évêque des Bouches-du-Rhône ;
- Jean-Baptiste Aubert, évêque des Bouches-du-Rhône ;
- Jean-Baptiste de Villeneuve, évêque des Basses-Alpes ;
- André Champsaud, évêque des Basses-Alpes ;
- Ignace François Guasco, évêque de Corse ;
- François Marbos, évêque de la Drôme ;
- Jean-Baptiste Dumouchel, évêque du Gard ;
- Ignace de Cazeneuve, évêque des Hautes-Alpes ;
- André Garnier, évêque des Hautes-Alpes ;
- Dominique Pouderous, évêque de l'Hérault ;
- Alexandre-Victor Rouanet, évêque de l'Hérault ;
- François-Régis Rovère, évêque du Vaucluse ;
- François Étienne, évêque du Vaucluse.

## Sources
- Paul Pisani, Répertoire biographique de l'épiscopat constitutionnel (1791-1802), A. Picard & Fils, Paris, 1907, p. 323-359
- Tableau des évêques constitutionnels de France, de 1791 à 1801, Paris, 1827